# ロシンドール
ロシンドール(Losindole)は、三環系抗うつ薬であるが、未だ市販されたことはない。